# Louise de La Béraudière du Rouhet
Louise de La Béraudière du Rouhet, född 1530, död 1611, var en fransk hovfunktionär. Hon var hovfröken till Frankrikes drottning Katarina av Medici och dame d'atour till Frankrikes drottning Louise av Lorraine från 1575 till 1590.

## Biografi
Louise var dotter till René de Béraudière och Madeleine du Fou, och gifte sig 1561 med Louis de Madaillan d'Estissac (1502–1565). Före sitt äktenskap var hon hovfröken hos drottning Katarina. 
Louise var känd för sitt kärleksliv och hade ett förhållande med Navarras kung Anton av Bourbon, med vilken hon år 1554 fick en son. Det är omtalat hur hon övertalade kungen av Navarra att återvända till katolicismen under deras förhållande, och det påstods att det var hon som 1560 övertalade honom att överlåta sina rättigheter som regent i förmyndarregeringen på Katarina av Medici. Hon ska också ha haft förhållanden med Michel de Montaigne, Robert de Combault, Karl IX av Frankrike och Henrik III av Frankrike.
Louise de La Béraudière du Rouhet utsågs 1575 till den nya drottningens hov för att råda denna, som kom från landet och var ovan vid hovlivet, hur man klädde sig i enlighet med mode och stil, en uppgift hon ska ha lyckats väl med.